# The Spectre Bridegroom
The Spectre Bridegroom és un curtmetratge mut de l'Éclair dirigit per Étienne Arnaud i interpretat per Alec B. Francis, Mildred Bright i Barbara Tennant entre d'altres. Basat en el relat homònim de Washington Irving, es va estrenar el 23 de gener de 1913.

## Argument
Durant la guerra d'independència nord-americana a casa del baró Von Landshort's, els joves pelen pomes i llancen la pela per sobre l'espatlla durant la festa de Halloween. La de Hilda pren la forma de V.A. El seu pare, el baró, explica que la seva filla la van prometre quan era una nena amb el fill del seu antic amic Van Altenberg. Naturalment, Hilda vol conèixer-la com és el seu promès i a suggeriment d'una de les noies consulta una bruixa, que li diu: “Quan sonin les campades de mitjanit, mira’t al vell mirall i veuràs la imatge d'un jove oficial”.
Més endavant, el jove Van Altenberg, va de camí per conéixer Hilda Von Landshort i es troba amb un altre oficial, Herman, en una fonda. Viatjant junts, són atacats i Van Altenberg és ferit de mort. Moribund, suplica al seu camarada que anunciï la seva mort a Hilda. Quan arriba, el baró confon Herman amb Van Altenberg i no vol escoltar el que el jove li ha de dir. L'asseuen al costat de Hilda i per tal de trobar una manera d'explicar el que ha passat diu ser un espectre, el fantasma de Van Altenberg que va morir en el camí. Els dos joves s'enamoren i al final poden acabar casant-se.

## Repartiment
- Alec B. Francis (baró Von Landshort)
- Mildred Bright (Hilda Von Landshort)
- Susanne Willis (Gretchen Von Landshort)
- Lillian Kingsbury (Nina Von Landshort)
- Edmund Steele (Herman Von Stark)
- Julia Stuart (la bruixa)
- Barbara Tennant (Marguerite)
- Helen Marten (Sophie)
- Muriel Ostriche (Rosie)
- Ilean Hume	(Marie)
- Will E. Sheerer (Van Altenberg)
- Jack W. Johnston (Arnold)
- Frederick Truesdell (Auguste)
- Clara Horton (Master Van Altenberg)
- Guy Hedlund (Peter)
- Gladys Briggs (Katrina)
- Billie Baer (Wilhelmina)
- J. Gunnis Davis (Rudolph, un criat)
- Edna Maison (Mistress Von Landshort)
- Arthur Ellery (George)
- Charles Morgan (Jake)